# Austrobrillia longipes
Austrobrillia longipes är en tvåvingeart som beskrevs av Freeman 1961. Austrobrillia longipes ingår i släktet Austrobrillia och familjen fjädermyggor. Inga underarter finns listade i Catalogue of Life.